# Василенко Сергій Володимирович
Сергі́й Володи́мирович Василе́нко (нар. 2 серпня 1971, смт Ржищів, Кагарлицький район, Київська область) — український політик. Народний депутат України.

## Біографія
З 1986 по 1989 навчання у Ржищівському ПТУ #28.
З 1989 по 1997 навчався в Національному аграрному університеті, який закінчив за спеціальністю інженер-механік.
1997–2001 — працював начальником відділу зовнішньоекономічних зв'язків ТОВ «Лаки-Фарби» у місті Ужгород.
2001–2002 — радник Голови Закарпатської обласної державної адміністрації, службовець 10 рангу.
З 2002–2005 навчався в Ужгородському національному університеті, який закінчив за спеціальностями юрист та спеціаліст з фінансів.
У 2002 році — начальник відділу прийому офіційних делегацій та протокольного забезпечення апарату Закарпатської обласної державної адміністрації, службовець 7 рангу.
З 2002 по 2003 — помічник Голови Державного комітету України у справах національностей та міграцій, керуючий справами Державного комітету України у справах національностей та міграцій.
У 2003–2005 навчався у Військовому інженерному інституті Подільського державного аграрно-технічного університету, який закінчив за спеціальністю військове управління.
В 2004 захистив кандидатську дисертацію, кандидат історичних наук.
З 2005 по 2006 — начальник Головного Управління МНС України в АР Крим.
2006–2007 — заступник начальника Державної інспекції і цивільного захисту та технології безпеки МНС України.
З 26 грудня 2007 року — народний депутат України. Обраний по багатомандатному загальнодержавному округу від блоку «Наша Україна — Народна Самооборона», порядковий номер у списку 77. На момент обрання: безпартійний, освіта вища, тимчасово не працює, проживає в місті Сімферополі. Дата набуття депутатських повноважень — 25 грудня 2007 р. Член депутатської фракції Блоку «Наша Україна — Народна Самооборона». Голова підкомітету з питань екологічної політики та екологічної безпеки Комітету Верховної Ради України з питань екологічної політики, природокористування та ліквідації наслідків Чорнобильської катастрофи. Член груп з міжпарламентських зв'язків: з Республікою Куба, з Угорською Республікою, з Сполученими Штатами Америки, з Китайською Народною Республікою, з Федеративною Республікою Німеччина. З 3 липня 2012 — член фракції Партії регіонів.
Заступник голови Тимчасової спеціальної комісії Верховної Ради з питань Автономної Республіки Крим.

### Політична позиція
- 27 квітня 2010 року голосував за ратифікацію угоди Януковича — Медведєва, тобто за продовження перебування ЧФ Росії на території України до 2042 р[2].
- 5 червня 2012 року голосував за мовний законопроєкт, авторами якого стали члени Партії Регіонів Сергій Ківалов і Вадим Колесніченко. Фракція «Наша Україна — Народна самооборона» виключила Сергія Василенка зі складу фракції.

### Сімейний стан
Одружений. Дружина — Василенко Наталія Володимирівна; син — Василенко Антон Сергійович, 1991 р.н.; донька — Василенко Поліна Сергіївна, 1997 р.н.; донька — Василенко Єлизавета Сергіївна, 2008 